# القرد الخامس (فلم)
القرد الخامس (بالإنجليزية: The 5th Monkey) هو فيلم تم إنتاجه في الولايات المتحدة وصدر في سنة 1990. الفيلم من إخراج وكتابة إيريك روشا.

## بطولة
- بن كينغسلي
- سيلفيا دي كارفاليو
- ميكا لينس
- فيرا فيشر

## وصلات خارجية
- مقالات تستعمل روابط فنية بلا صلة مع ويكي بيانات
- القرد الخامس على موقع أول موفي.